# Pär Lernström
Pär Hugo Gustav Lernström, född 4 september 1980 i Helgarö församling i Strängnäs kommun, Södermanlands län, är en svensk programledare i radio och TV, vilket han har varit sedan 2001.

## Biografi

### Uppväxt
Lernström föddes i Eskilstuna men är uppvuxen utanför och i Strängnäs. Han var under uppväxten medlem i lokala frikyrkoförsamlingar, men har i vuxen ålder inte kommenterat sin religiösa uppväxt eller hur han ser på församlingarna. Han flyttade till Stockholm när han kom in på Kaggeholms folkhögskola.

### Karriär
Han har arbetat på SR Stockholm, Utbildningsradion, MTV:s morgonshow Mycket mer än müsli, Aftonbladet TV7 och Mix Megapol. Den 31 mars 2011 lämnade han Mix Megapol för att ägna sig åt Idol 2011 och andra uppgifter. Han har även medverkat som programledare i underhållningsprogrammet Ballar av stål på Kanal 5. Han har också skrivit boken Gubbe – a love story som släpptes den 11 november 2010. 
Lernström tog från januari 2011 över som programledare för humorprogrammet Parlamentet på TV4. Den 1 mars 2011 meddelade kanalen att Lernström dessutom skulle efterträda Peter Jihde som programledare för Idol.  I mars 2011 medverkade Lernström och hans flickvän och senare hustru Linda Öhrn i TV4-programmet Herr och fru. Lernström är från 2012 programledare för Kockarnas kamp på TV4 och från 2013 för Veckans svensk i samma kanal.
Den 25 juni 2022 var han sommarpratare i P1. Där berättade han om hur hans liv påverkats av en far som aldrig varit närvarande på grund av beroende och självupptagenhet; istället hyllar han modern för allt hon betytt.

### Privatliv
Lernström är sedan 2011 gift med journalisten och mediechefen Linda Öhrn Lernström. År 2012 föddes parets dotter och 2017 deras son.

## Programledarroller

### TV
- 2006 – Mycket mer än müsli
- 2009–2010 – Ballar av stål (TV-serie)
- 2011 – Parlamentet
- 2011 – Idol 2011
- 2012–2024 – Kockarnas kamp
- 2013 – Veckans svensk
- 2013 – Fantasterna
- 2013 – Idol 2013
- 2014 – Idol 2014
- 2015 – Spring!
- 2015 – Idol 2015
- 2016 – Idol 2016
- 2017 – Talang 2017[9]
- 2017 – Idol 2017
- 2018 – Talang 2018
- 2018 – Hälsningar från
- 2018 – Idol 2018
- 2019 – Talang 2019
- 2019 – Idol 2019
- 2020 – Talang 2020
- 2020 – Idol 2020
- 2021 – Talang 2021
- 2021 – Idol 2021
- 2022 – Talang 2022
- 2022 – Idol 2022
- 2023 – Talang 2023
- 2023 – Idol 2023
- 2024 – Idol 2024
- 2025 – Let's Dance 2025

### Radio
- 2009–2011 – Eftermiddag med Pär på Mix Megapol.[10]
- 2012 – PP3 i Sveriges Radio P3.